# Rimpar
Rimpar település Németországban, azon belül Bajorországban. Lakosainak száma 7857 fő (2023. december 31.). Rimpar Arnstein és Güntersleben községekkel határos.

## Népesség
A település népessége az elmúlt években az alábbi módon változott:
| Lakosok száma | 2146 | 4534 | 5514 | 7016 | 7640 | 7548 | 7536 | 7569 | 7735 | 7857 |
|               | 1875 | 1950 | 1975 | 1987 | 2012 | 2014 | 2016 | 2017 | 2021 | 2023 |